# Loma Fina
Loma Fina är en ort i Mexiko.   Den ligger i kommunen Paso de Ovejas och delstaten Veracruz, i den sydöstra delen av landet, 290 km öster om huvudstaden Mexico City. Loma Fina ligger 31 meter över havet och antalet invånare är 623.
Terrängen runt Loma Fina är platt. Runt Loma Fina är det ganska tätbefolkat, med 96 invånare per kvadratkilometer. Närmaste större samhälle är Fraccionamiento Geovillas los Pinos, 19,9 km öster om Loma Fina. Trakten runt Loma Fina består till största delen av jordbruksmark.